# Нерушай (річка)
Неруша́й — річка в Україні, в межах Білгород-Дністровського і Ізмаїльського районів Одеської області. Ліва притока дунайського гирла Мурзи (басейн Чорного моря).

## Опис
Довжина 48 км, площа водозбірного басейну 346 км². Похил річки 0,68 м/км. Долина завширшки 1—1,5 км, завглибшки до 20—30 м. Заплава завширшки 0,3—0,5 км. Річище звивисте, значною мірою заболочене, влітку пересихає, у гирлі — плавні. Споруджено ставки і водосховище. Використовується на зрошення. 

## Розташування
Нерушай бере початок біля села Дельжилер. Тече у межах Причорноморською низовини переважно на південь. Впадає в Мурзу на південний схід від села Мирного. 